# Tritoma bipustulata
Tritoma bipustulata är en skalbaggsart som beskrevs av Fabricius 1775. Tritoma bipustulata ingår i släktet Tritoma, och familjen trädsvampbaggar. IUCN kategoriserar arten globalt som livskraftig. Arten är reproducerande i Sverige.

## Bildgalleri

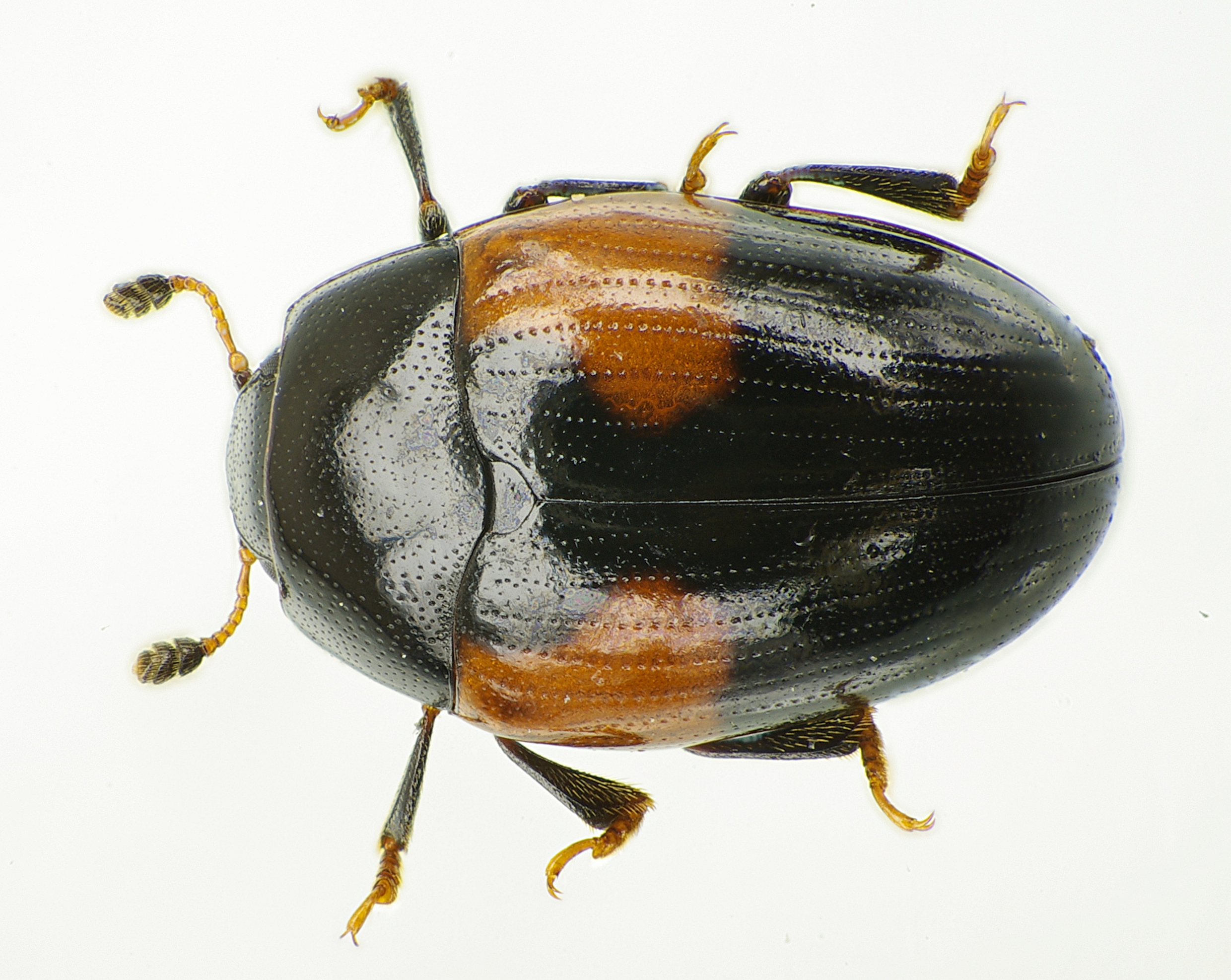
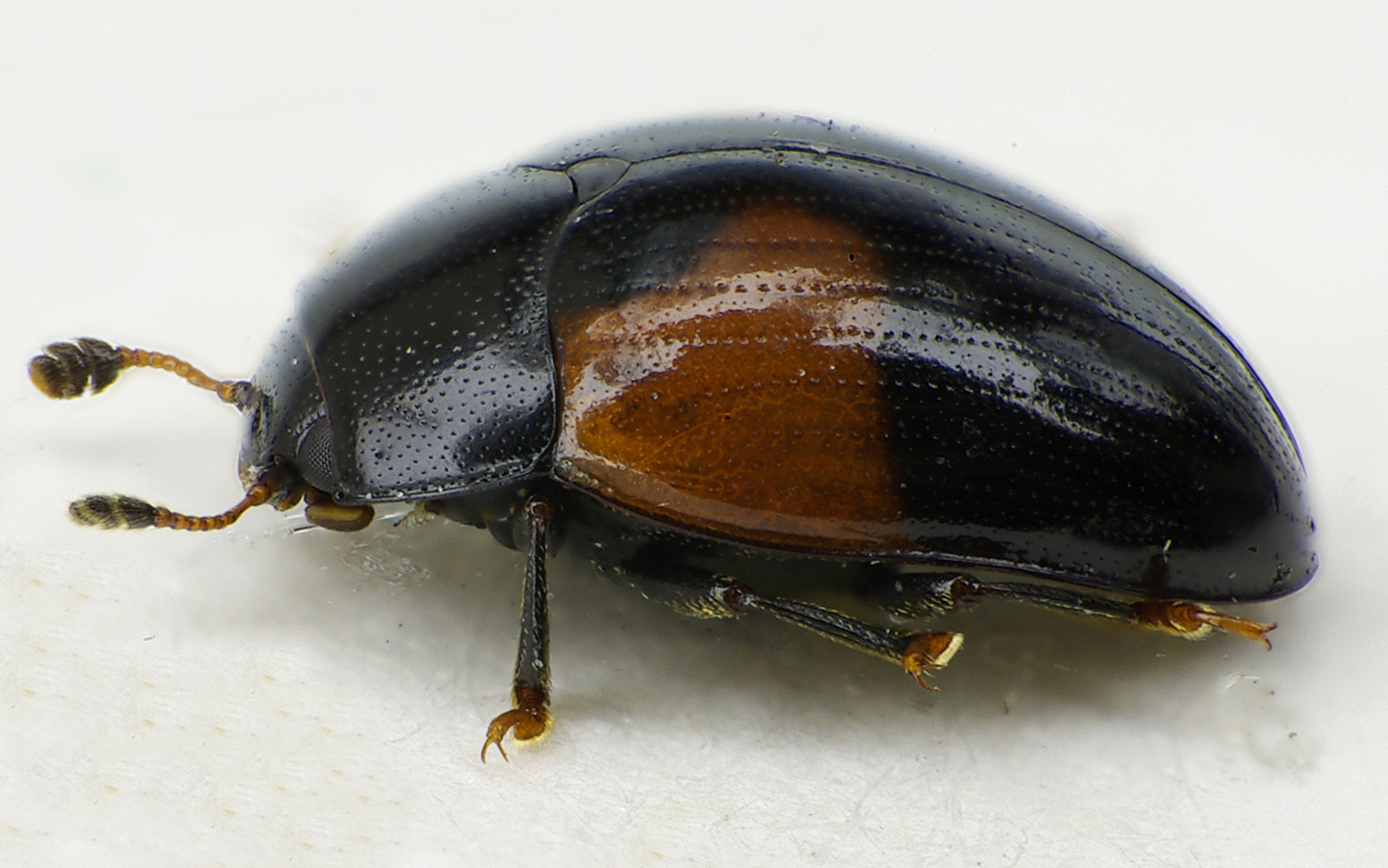
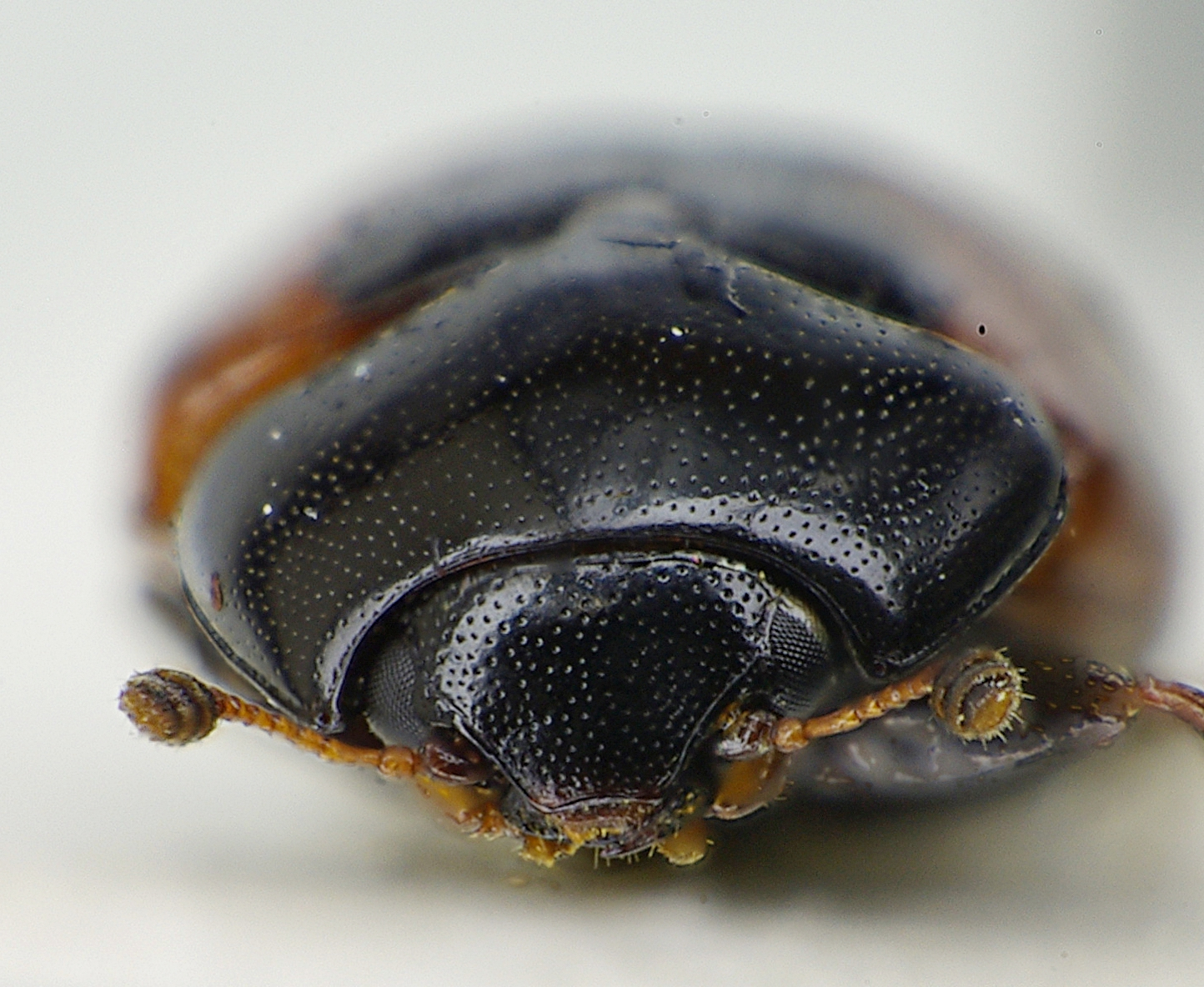
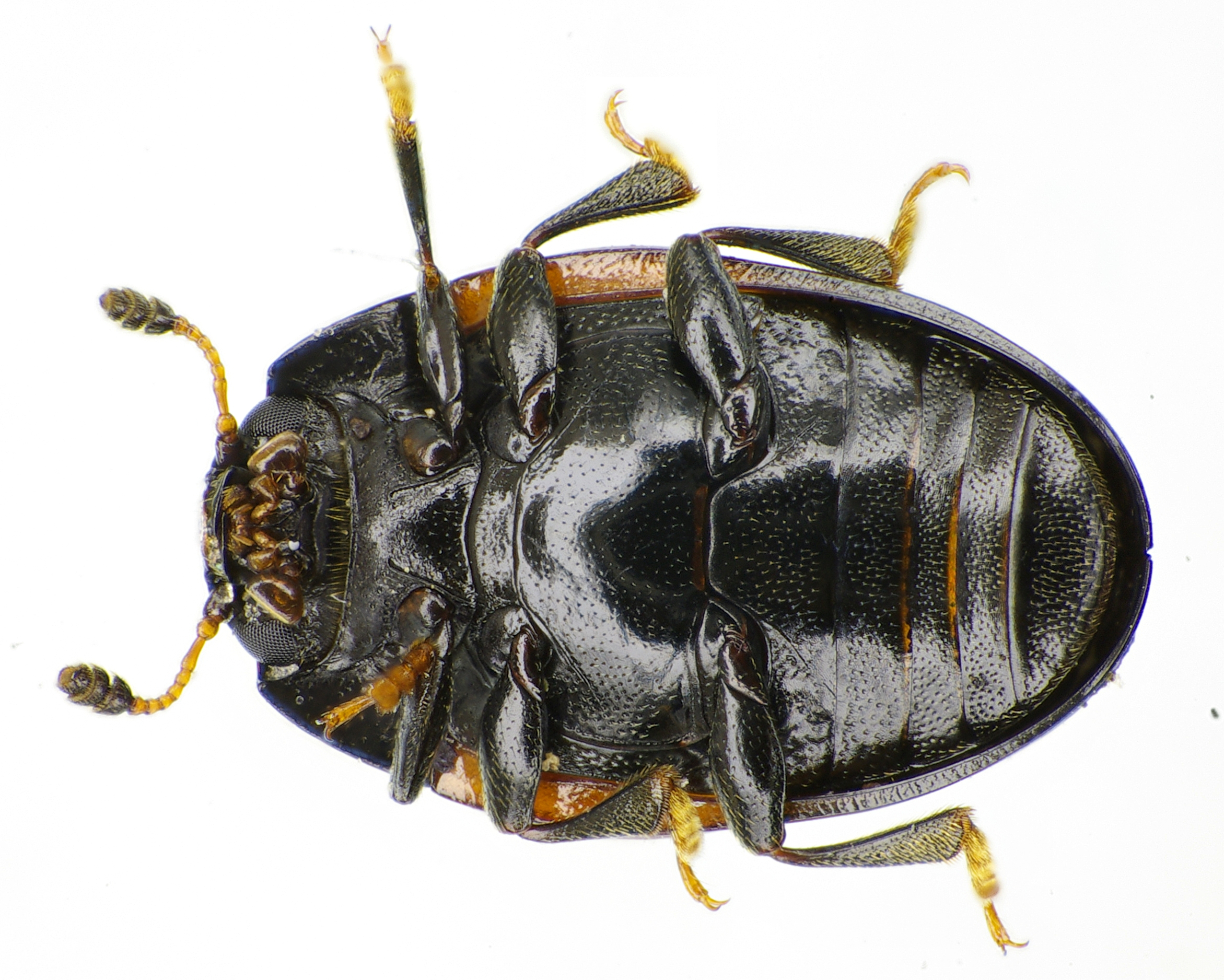